# آلبرت گوبای
آلبرت گوبای (انگلیسی: Albert Gubay; ۹ april ۱۹۲۸ – ۵ ژانویهٔ ۲۰۱۶) کارآفرین اهل بریتانیا بود، که در سال ۱۹۵۹ شرکت کویک سیو را تأسیس کرد.